# Honoka Miki
Honoka Miki (未来 穂香 Miki Honoka?, nascută 7 martie 1997) este o actriță japoneză și un fotomodel. Ea este cunoscută pentru rolul ei ca Kotoko Aihara/Kotoko Irie în Mischievous Kiss: Love in Tokyo. Ea este un model pentru revistă Love Berry, hobby-ului ei preferat este baletul clasic și trupă ei preferată de muzică este LIZ LISA.

## Filmografie

### Seriale TV
- Kamen Rider OOO
- Clone Baby
- Asu no Hikari o Tsukame 2
- Kuro no Onna Kyoshi
- Mischievous Kiss:Live in Tokyo
- Kasuka na Kanojo
- Mischievous Kiss 2:Live in Okinawa
- Mischievous Kiss 2:Live in Tokyo

### Filme
- Maria-sama ga Miteru
- Neck
- Kamen Rider 000 Wonderful
- The Chasing World 4
- The Chasing World 5
- The Crone
- Hokago Lost